# Gokseong-gun
Der Landkreis Gokseong (kor.: 곡성군, Gokseong-gun) befindet sich in der Provinz Jeollanam-do in Südkorea. Der Verwaltungssitz befindet sich in der Stadt Gokseong-eup. Der Landkreis hatte eine Fläche von 547 km² und eine Bevölkerung von 29.376 Einwohnern im Jahr 2019.

Lage des Landkreises in Gyeongsangbuk-do